# Phlogophora burmana
Phlogophora burmana är en fjärilsart som beskrevs av Emilio Berio 1972. Phlogophora burmana ingår i släktet Phlogophora och familjen nattflyn. Inga underarter finns listade i Catalogue of Life.